# Хаджієнь (Констанца)
Хаджієнь, Хаджієні (рум. Hagieni) — село у повіті Констанца в Румунії. Входить до складу комуни Ліману.
Село розташоване на відстані 203 км на схід від Бухареста, 45 км на південь від Констанци.

## Населення
За даними перепису населення 2002 року у селі проживала 151 особа.
Національний склад населення села:
| Національність | Кількість осіб | Відсоток |
| -------------- | -------------- | -------- |
| татари         | 89             | 58,9%    |
| румуни         | 62             | 41,1%    |

Рідною мовою назвали:
| Мова      | Кількість осіб | Відсоток |
| --------- | -------------- | -------- |
| татарська | 89             | 58,9%    |
| румунська | 62             | 41,1%    |